# Oocephala
 Oocephala   (Samuel Boscom Jones) e Harold Ernest Robinson, 1999 è un genere di piante angiosperme dicotiledoni della famiglia delle Asteraceae.

## Etimologia
Il nome scientifico del genere è stato definito per la prima volta dai botanici Samuel Boscom Jones (1933-2016) e Harold Ernest Robinson (1932-2020) nella pubblicazione " Proceedings of the Biological Society of Washington" ( Proc. Biol. Soc. Washington 112(1): 231) del 1999.

## Descrizione

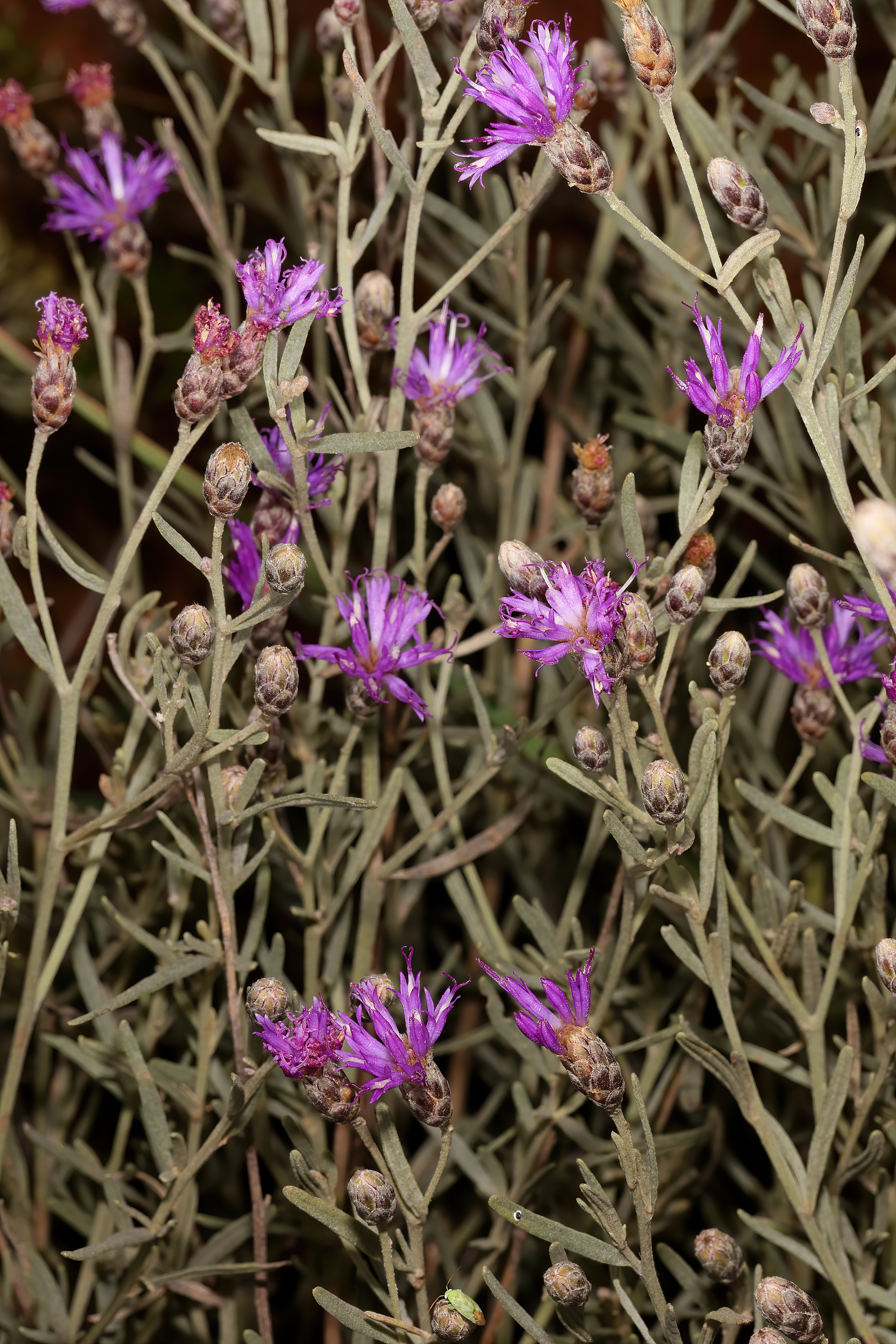
Il portamento
Oocephala staehelinoides

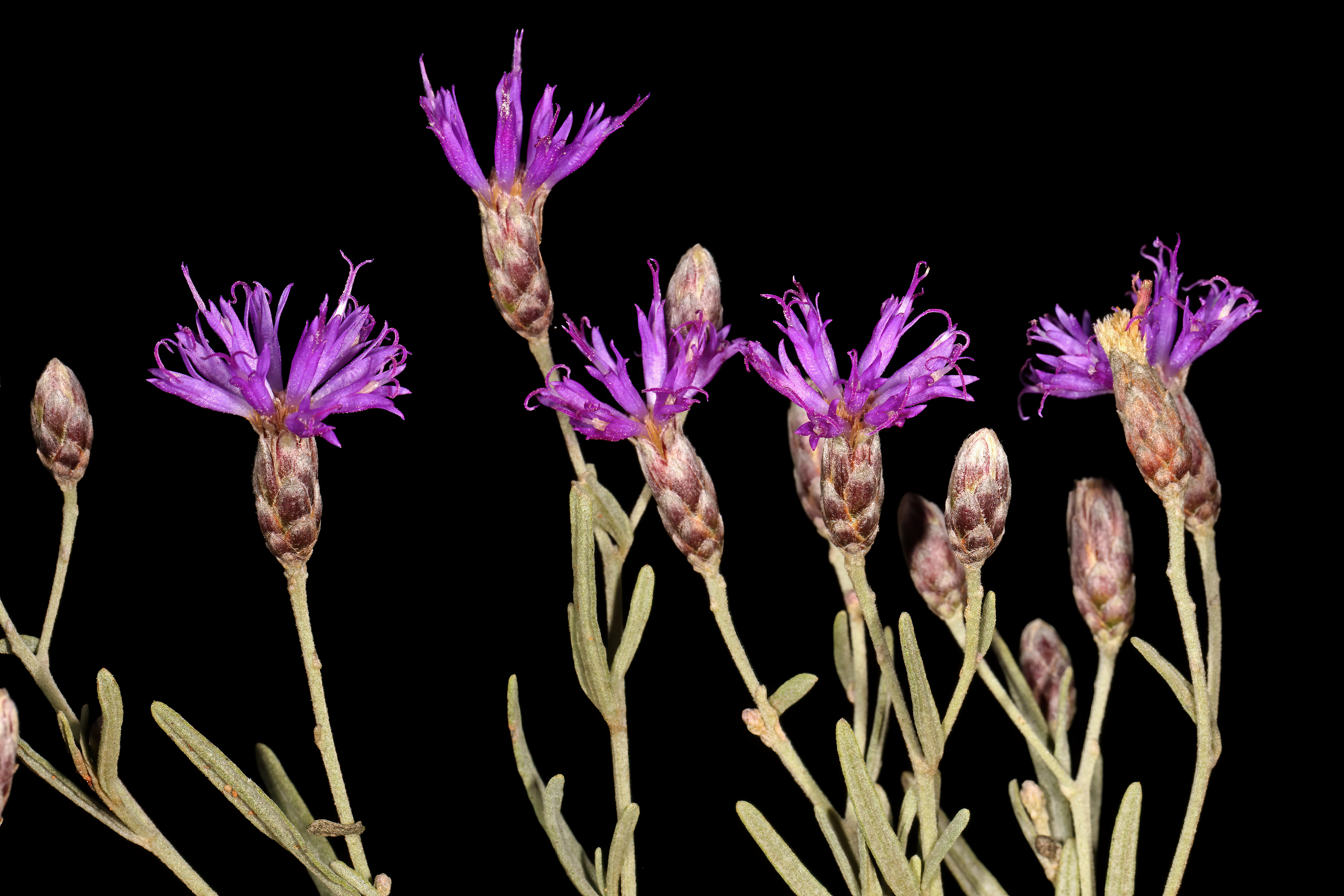
Infiorescenza
Oocephala staehelinoides

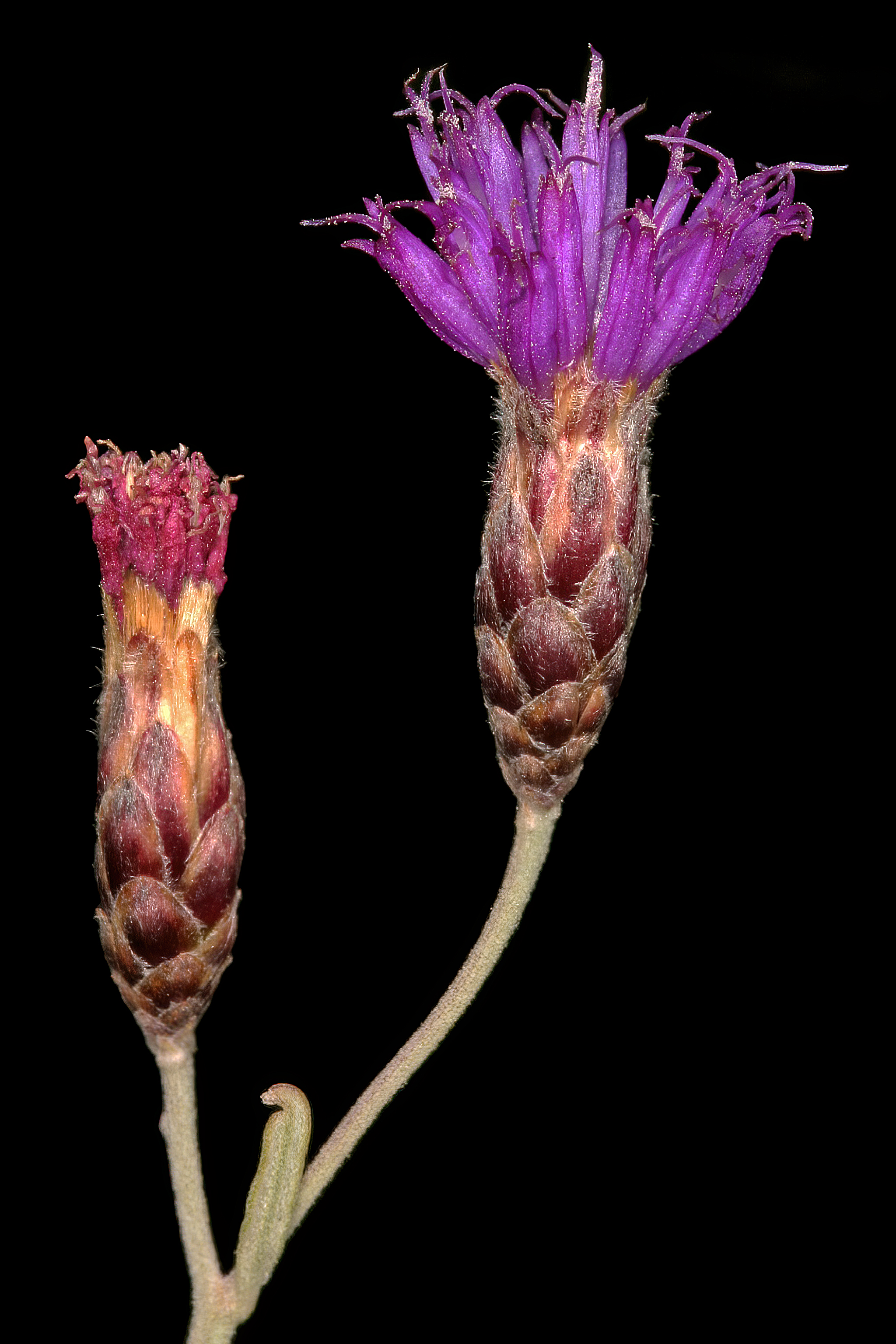
I fiori
Oocephala staehelinoides

Le specie di questo genere sono degli arbusti con cicli biologici annuali (altezza massima 1 metro). Sulla superficie di queste piante sono presenti peli semplici, multisettati o peli a "L" rovesciato.
Le foglie sono disposte in modo alterno e sono subsessili. La lamina in è intera con forme da lineari a ellittiche; la consistenza può essere membranacea. Le venature normalmente sono pennate. I margini sono continui o seghettati. La superficie può essere pubescente.
L'infiorescenza è formata da numerosi capolini brevemente peduncolati spesso in formazioni corimbose. La struttura dei capolini è quella tipica delle Asteraceae: un peduncolo sorregge un involucro a forma da ovoide a cilindrica composto da 35 - 40 squame (o brattee) disposte su 4 - 7 serie embricate e scalate che fanno da protezione al ricettacolo sul quale s'inseriscono i fiori di tipo tubuloso. Le brattee dell'involucro, persistenti con forme da ovate a oblunghe, a volte sono divise in esterne e interne. Il ricettacolo normalmente è sprovvisto di pagliette (ricettacolo nudo).
I fiori, circa 15 per capolino, sono tetra-ciclici (ossia sono presenti 4 verticilli: calice – corolla – androceo – gineceo) e pentameri (ogni verticillo ha in genere 5 elementi). I fiori sono inoltre ermafroditi e actinomorfi.
- Formula fiorale:

*/x K {\displaystyle \infty }, [C (5), A (5)], G 2 (infero), achenio
- Calice: i sepali del calice sono ridotti ad una coroncina di squame.
- Corolla: la corolla, formata da un tubo imbutiforme terminanti in 5 lobi, può essere pubescente oppure cosparsa di ghiandole; in altri casi i lobi possono essere sericei o spinosi. Il colore varia da bianco a lavanda.
- Androceo: gli stami sono 5 con filamenti liberi e distinti, mentre le antere sono saldate in un manicotto (o tubo) circondante lo stilo.[11] Le antere alla base sono arrotondate; in genere sono glabre e prive di ghiandole. Il polline è del tipo triporato (con le fessure di germinazione costituite da tre pori)[12]; con polline triporato la parte più esterna dell'esina è sollevata a forma di creste e depressioni ("lophato").
- Gineceo: lo stilo è filiforme con alla base un anello. Gli stigmi dello stilo sono due lunghi e divergenti; sono sottili, pelosi e con apice acuto. L'ovario è infero uniloculare formato da 2 carpelli. Gli stigmi hanno la superficie stigmatica interna (vicino alla base).[13]

I frutti sono degli acheni con pappo. Gli acheni hanno 8 coste e sono setolosi fra le coste. All'interno si può trovare dei solchi di tessuto di tipo idioblasto e rafidi di tipo strettamente elongato; non è presente il tessuto fitomelanina. Il pappo è biseriato: le setole esterne sono corte, quelle interne sono subpiumose.

## Biologia
- Impollinazione: l'impollinazione avviene tramite insetti (impollinazione entomogama tramite farfalle diurne e notturne).
- Riproduzione: la fecondazione avviene fondamentalmente tramite l'impollinazione dei fiori (vedi sopra).
- Dispersione: i semi (gli acheni) cadendo a terra sono successivamente dispersi soprattutto da insetti tipo formiche (disseminazione mirmecoria). In questo tipo di piante avviene anche un altro tipo di dispersione: zoocoria. Infatti gli uncini delle brattee dell'involucro si agganciano ai peli degli animali di passaggio disperdendo così anche su lunghe distanze i semi della pianta.

## Distribuzione e habitat
Le specie di questo gruppo si trovano principalmente in Africa (centrale e meridionale).

## Tassonomia
La famiglia di appartenenza di questa voce (Asteraceae o Compositae, nomen conservandum) probabilmente originaria del Sud America, è la più numerosa del mondo vegetale, comprende oltre 23.000 specie distribuite su 1.535 generi, oppure 22.750 specie e 1.530 generi secondo altre fonti (una delle checklist più aggiornata elenca fino a 1.679 generi). La famiglia attualmente (2021) è divisa in 16 sottofamiglie.

### Filogenesi
Le specie di questo gruppo appartengono alla sottotribù Erlangeinae descritta all'interno della tribù Vernonieae Cass. della sottofamiglia Vernonioideae Lindl.. Questa classificazione è stata ottenuta ultimamente con le analisi del DNA delle varie specie del gruppo. Da un punto di vista filogenetico in base alle ultime analisi sul DNA la tribù Vernonieae è risultata divisa in due grandi cladi: Muovo Mondo e Vecchio Mondo. I generi di Erlangeinae appartengono al subclade relativo all'Africa tropicale e meridionale (l'altro subclade africano comprende anche specie delle Hawaii) frammisti ai generi di altre sottotribù; si tratta quindi di un clade non ancora ben risolto filogeneticamente.
La sottotribù, e quindi i suoi generi, si distingue per i seguenti caratteri:
- le specie della sottotribù sono principalmente di origine Africana;
- nella pubescenza sono presenti peli da asimmetrici a simmetrici a forma di "T";
- alcune specie hanno delle foglie pennate divise in segmenti;
- le infiorescenze in genere non sono sottese alla base da brattee fogliacee;
- il polline varia da triporato a tricolporato;
- gli acheni possono avere da 4 a 12 coste;
- il pappo è cupoliforme.

In precedenza la tribù Vernonieae, e quindi la sottotribù di questo genere (Erlangeinae), era descritta all'interno della sottofamiglia Cichorioideae.
I caratteri distintivi per le specie di questo genere ( Oocephala)sono:
- le setole del pappo sono subpiumose;
- il polline è del tipo triporato;
- gli steli sono ricoperti di peli a forma di "L" rovesciato.

### Elenco delle specie
Questo genere ha 4 specie:
- Oocephala agrianthoides (C.Jeffrey) H.Rob.
- Oocephala centauroides  (Klatt) H.Rob. & Skvarla
- Oocephala staehelinoides  (Harv.) H.Rob. & Skvarla
- Oocephala stenocephala  (Oliv.) H.Rob.